# Lodewijk I van Nassau-Weilburg
Lodewijk I van Nassau-Weilburg (1473 (?) - 28 mei 1523) was graaf van Nassau-Weilburg, een deel van het graafschap Nassau. Hij stamt uit de Walramse Linie van het Huis Nassau.

## Biografie
Lodewijk was de enige zoon van graaf Johan III van Nassau-Weilburg en Elisabeth "de Schone" van Hessen, dochter van landgraaf Lodewijk I van Hessen en Anna van Saksen.
Lodewijks vader stierf reeds in 1480. Lodewijk stond daarom aanvankelijk onder voogdij van zijn grootvader Filips II van Nassau-Weilburg en sinds 1488 onder die van Berthold van Henneberg, de aartsbisschop en keurvorst van Mainz, en landgraaf Willem II van Hessen. In hun naam waren Eberhard von Merenberg en Eberhard Stümmel verantwoordelijk voor de staatszaken.
In 1490 droeg zijn grootvader de regering aan Lodewijk over. Nadat hij de regering had overgenomen, werd in 1491 een erfverdrag met het Huis Nassau-Saarbrücken overeengekomen. De regering gaf Lodewijk reeds in 1496 weer op, toen hij Johan Lodewijk van Nassau-Saarbrücken tot curator aanstelde en aan deze de staatszaken overdroeg.

## Huwelijk en kinderen
Lodewijk huwde op 19 april 1501 met Maria Margaretha van Nassau-Wiesbaden (Sonnenberg, 9 augustus 1487 - 2 maart 1548), dochter van Adolf III van Nassau-Wiesbaden en Margaretha van Hanau-Lichtenberg. Lodewijk en zijn vrouw werden begraven in de Sint-Maartenskerk te Weilburg.

Uit dit huwelijk werden de volgende kinderen geboren:
1. Filips (Slot Neuweilnau, 20 september 1504 - Weilburg, 4 oktober 1559), volgde zijn vader op.
2. Anna (7 oktober 1505 - Löhnberg, 28 november 1564), huwde 16 februari 1523 met graaf Johan III van Nassau-Beilstein (17 november 1495 - 11 december 1561).
3. Lodewijk (24 november 1507 - 1 december 1507).
4. Lodewijk (20 oktober 1508 - 17 maart 1510).
5. Elisabeth, was non in Klooster Rosenthal.
6. Johan, jong overleden.